# TSV Völpke
Der Turn- und Sportverein Völpke e. V. ist im 1400 Einwohner großen Bördedorf Völpke ansässig. Er betreibt die Sportarten Fußball, Tischtennis und Motorsport. 

## Vereinsentwicklung
Durch den VEB Montanwachsfabrik wurde Ende der 1940er Jahre die Betriebssportgemeinschaft (BSG) Chemie Völpke gegründet. Anfang der 1970er Jahre fusionierte die BSG Chemie mit der BSG Stahl im benachbarten Ort Badeleben zur Zentralen Sportgemeinschaft (ZSG) Völpke. Als nach der politischen Wende von 1990 aufgrund der wirtschaftlichen Veränderungen die Unterstützung durch die Montanwachsfabrik eingestellt wurde, gründeten Mitglieder der ZSG den eingetragenen Verein Turn- und Sportverein (TSV) Völpke.

## Entwicklung des Fußballsports
Die BSG Chemie spielte bis 1952 in der Kreisklasse Haldensleben. Nach den Neuordnungen des Ligensystems in der DDR im Jahr 1952 wurde die BSG in die fünftklassige Kreisklasse Oschersleben eingegliedert. 1954 wurde sie Kreismeister und stieg nach sechs Siegen in acht Aufstiegsspielen in die Bezirksklasse Magdeburg auf. Anschließend gab es ein Auf und Ab zwischen Bezirks- und Kreisklasse. Der letzte Erfolg im DDR-Fußballsystem war der Kreispokalgewinn 1972 der ZSG Völpke. 
Mit der Einführung des DFB-Spielbetriebs wurde der TSV Völpke 1990 neu gebildeten Kreisliga Oschersleben eingestuft. 1996 wurde die Kreismeisterschaft gewonnen, die mit dem Aufstieg in die Landesklasse Magdeburg verbunden war. Drei Jahre später, 1999, schaffte der TSV den Aufstieg in die damals fünftklassige Verbandsliga Sachsen-Anhalt. 
Nach dem Klassenerhalt 1999/2000 schloss sich Thoralf Bennert dem Verein an, der zuvor für Vorwärts Frankfurt/O. in der DDR-Oberliga und für den FC Carl Zeiss Jena in der 2. Bundesliga gespielt hatte. Er war zunächst Spielertrainer, bis er 2006 seine Laufbahn als Fußballspieler beendete. Danach war er erfolgreicher Trainer der 1. Mannschaft. Mit dem ebenfalls DDR-Oberliga erfahrenen Torwart Frank Pietruska wurde Völpke 2003 Vize-Landesmeister, und am 18. Mai 2004 stand der TSV im Finale des Landespokal-Wettbewerbes. Der TSV besiegte den SV Dessau 05 im Dessauer Paul-Greifzu-Stadion vor 2300 Zuschauern mit 3:2 und qualifizierte sich damit für den DFB-Pokalwettbewerb 2004/05. Den Völpkern wurde der Deutsche Meister FC Bayern München zugelost. Um den großen Zuschauerinteresse nachzukommen, trat der TSV am 21. August 2004 erneut im Dessauer Paul-Greifzu-Stadion an. Vor 21.000 Zuschauern unterlag der Fünftligist dem Fußballmeister mit 0:6. 
Am 11. Juni 2005 gewann der TSV mit einem 2:1-Sieg beim FSV Hettstedt den Landesmeistertitel, erreichte damit den Aufstieg in die Amateuroberliga und feierte seinen bisher größten Erfolg. Am Saisonende 2005/06 stand Völpke auf Platz 14 der Oberliga Nordost und musste nach zwei verlorenen Relegationsspielen gegen die TSG Neustrelitz (0:1, 1:2 n. V.) wieder in die Verbandsliga absteigen. Nach der Saison 2014/15 zog der TSV seine 1. Mannschaft aus der Verbandsliga zurück, weil kein konkurrenzfähiger Kader mehr zur Verfügung stand und erwog einen Start in der siebtklassigen Landesliga Sachsen-Anhalt. Kurz darauf beschloss man, den Spielbetrieb ruhen zu lassen und strebte an, künftig mit einem Team in der Kreisklasse an den Start gehen zu wollen. In der Saison 2018/19 trat die neue erste Männermannschaft in die unterste Spielklasse, der 2. Bördekreisklasse, an.